# Dubbel (rivier)
De Dubbel is een voormalig riviertje tussen de Nieuwe Merwede en de Devel.
De Maas liep vroeger van Heusden dwars door wat nu de Biesbosch is en het Eiland van Dordrecht richting Binnenmaas. Waar nu de Nieuwe Merwede is, ter hoogte van het Museumeiland splitste het riviertje de Dubbel zich van de Maas af en stroomde in noordwestelijke richting onder Dordrecht langs en sloot aan op het nu nog bestaande riviertje de Devel.
Het riviertje is na de Sint-Elisabethsvloed van 1421 geheel verdwenen, al is de stroomrug op sommige plekken nog zichtbaar en is de geul bij verschillende archeologische onderzoeken terug gevonden. Wanneer de rivier afgedamd is, is niet bekend, maar waarschijnlijk als deel van de waterstaatkundige werken die de oorspronkelijke Groote Waard (het gebied tussen de Alm, de Dubbel en de de Merwede mogelijk maakten in het laatste kwart van de 13de eeuw.
De rivier was in de middeleeuwen al flink verland en er konden alleen kleine schepen varen. Het riviertje heeft zijn naam gegeven aan het ambacht Dubbeldam en de latere gemeente Dubbeldam.